# Cis-3-ヘキセナール
cis-3-ヘキセナール（cis-3-hexenal）は、脂肪族アルデヒドの一種。異性体のトランス-2-ヘキセナールとともに青葉アルデヒドの別名を持ち、草や葉の匂いの主要な成分である。
天然にはホウレンソウやクローバー、ブナ、クリ、カシの葉や生の茶葉、たらの芽など植物から広く見つかっており、トマトの香り成分としても重要である。多くの昆虫がフェロモンとして利用している。サッポロビールは2013年に、ホップに含まれるシス-3-ヘキセナールおよび1-ヘキサナールがのどごしを向上させるとの研究結果を発表した。

## 製法と用途
シス-3-ヘキセノールの慎重な酸化により製造され、フローラルタイプのフレグランスやフルーツタイプのフレーバーにグリーンノートを与えるために使用される。
シス-3-ヘキセナールは比較的不安定であり、トランス-2-ヘキセナールに異性化しやすいが、アルコールのアナログであるシス-3-ヘキセノールは安定しており、弱いものの同様の香りを持つことから広く香料として利用される。